# Единый реестр видов контроля
Единый реестр видов контроля (ЕРВК) — подсистема Федерального реестра государственных и муниципальных услуг (функций) (ФРГУ), содержащая совокупность данных о контроле и надзоре в Российской Федерации. ЕРВК действует в России с 1 июля 2021 года.
Формирование реестра было обусловлено реформой контрольной (надзорной) деятельности и юридически закреплено Постановлением № 528 Правительства РФ от 2 апреля 2021 года. Ведение ЕРВК курирует Министерство экономического развития РФ, которое является оператором реестра и функциональным заказчиком подсистемы ФРГУ. Оператором ФРГУ является Министерство цифрового развития, связи и массовых коммуникаций РФ.
ЕРВК включает подробное описание всех видов контроля на федеральном, региональном и муниципальном уровнях с указанием осуществляющих их надзорных органов.
Указанные данные являются первоисточником для других информационных систем в сфере контроля, в первую очередь для Единого реестра контрольных (надзорных) мероприятий.

## Предпосылки к внедрению ЕРВК
Формирование Единого реестра видов контроля имело своей главной целью защиту интересов субъектов предпринимательства: использование данных ЕРВК предохраняет от нарушений, противоречащих нормативным актам, и позволяет предпринимателям получить необходимую информацию о виде контроля (в том числе о мероприятиях, которые могут быть проведены), который применим к их бизнесу. Кроме того, сфера контроля (надзора) нуждалась в систематизации, чему способствовала цифровизация нормативно-правовой базы.
По оценке информагентства Интерфакс, Единый реестр видов контроля (ЕРВК), оператором которого выступает Минэкономразвития РФ, является базовым сервисом в комплексе мероприятий.
Профильные органы вносят в реестр информацию о видах контроля, и таким образом формируется единая модель справочников проверочных мероприятий. Кроме того, система позволяет анализировать качество проверок и их результаты.

## Работа над законопроектом
Изменения в принципах работы контрольных (надзорных) органов были закреплены законодательно по поручению Президента РФ Владимира Путина.
Изначально проект закона № 332053-7 «О государственном контроле (надзоре) и муниципальном контроле в Российской Федерации» разрабатывался комитетом Государственной думы по контролю и регламенту, ещё пять комитетов являлись соисполнителями.
Законопроект был внесён в Госдуму РФ в декабре 2017 года, принят в первом чтении в феврале 2018 года; впоследствии сроки предоставления поправок переносились и в ноябре 2019 года законопроект был отклонён.
Принципиально новый Федеральный закон № 248-ФЗ «О государственном контроле (надзоре) и муниципальном контроле в Российской Федерации» был принят Государственной Думой РФ 22 июля 2020 года и одобрен Советом Федерации 24 июля 2020 года. Основные положения закона вступили в силу с 1 июля 2021 года.
Проект направлен на увеличение информированности бизнеса о видах контроля и порядке их осуществления, экономию времени на поиск и изучение информации о контрольной деятельности и в конечном итоге на повышение эффективности и рациональности контрольно-надзорной деятельности.

## Данные, включённые в ЕРВК
Реестр предназначен для систематизации и обобщения информации о:
1. видах контроля, в том числе видах мероприятий, осуществляемых в рамках этих видов;
2. надзорных органах, осуществляющих конкретные виды контроля, с адресами, контактными телефонами, официальными сайтами, данными о руководителях;
3. классификации объектов контроля, перечни критериев и индикаторов риска, руководства по соблюдению обязательных требований[4];

Здесь же присутствуют актуальные тексты норм законов и нормативных актов в сфере госконтроля и доклады о правоприменительной практике контрольного (надзорного) органа. Также на ресурсе предусмотрено размещение методических рекомендаций по проведению самообследования и подготовке декларации соблюдения обязательных требований; руководства по соблюдению обязательных требований; описания механизма досудебного обжалования решений контрольного (надзорного) органа, действий (бездействия) его должностных лиц.

## Взаимодействие с другими ресурсами
Аналитики издания «Коммерсантъ» отмечали, что интеграция Единого реестра видов контроля с другими государственными информсистемами, существенно облегчит положение предпринимателей. В ЕРВК предусмотрен учёт сводных данных досудебного обжалования претензий контролёров. В свою очередь, данные из реестра подлежат автоматической передаче в государственную информсистему «Управление», а также на портал госуслуг.